# Ysé Tardan-Masquelier
Pour les articles homonymes, voir Masquelier.
Ysé Tardan-Masquelier, est docteure habilitée en Histoire comparée des religions et anthropologie religieuse (université de Paris-Sorbonne), ancienne élève de l’Ecole du Louvre et licenciée en Études indiennes. Elle enseigne à l’ISTR, l’Institut de Science et de Théologie des Religions de l’Institut Catholique, dont elle est membre de direction. Elle dirige également le Certificat et le Diplôme Universitaire Cultures et spiritualités d'Asie, qu’elle a créés en 2014. Elle est chevalier de la Légion d'Honneur.
La codirection, avec Frédéric Lenoir, de deux ouvrages collectifs, l'Encyclopédie des Religions (Bayard, 1997) et le Livre des Sagesses (Bayard, 2002) a montré que cette perspective rencontrait des questionnements et un besoin de connaissances très largement partagés. Le DU Cultures et spiritualités d'Asie, permet aux étudiants d’entrer en contact avec les grandes cultures d’Asie par le biais de leurs patrimoines textuels et philosophiques, qui demeurent aujourd’hui vivants et incontournables pour comprendre beaucoup de leurs choix politiques et économiques. Sa création a été contemporaine de la direction d’une collection, « Planète Inde », aux éditions Albin Michel, où Ysé Tardan-Masquelier a permis aux meilleurs indianistes français de présenter les avancées des sciences humaines à un lectorat de non-spécialistes. Dans cette même perspective de diffusion des savoirs, elle a collaboré avec divers médias (chronique régulière dans Le Monde des Religions, émissions France Culture,,, RTBF, RCF, Radio Suisse Romande, Rfi, RTS. Elle est aussi présente dans le film de Carlos Ferrand « Planète Yoga », la série documentaire d’Arte « En plusieurs foi(s) » etc.).
Elle a également été, de 1981 à 1992, Présidente de la Fédération Nationale des Enseignants de Yoga ; elle eut la responsabilité des Assises Nationales, qui réunissaient jusqu’à un millier de participants autour de conférenciers issus de toutes les disciplines, sur des thématiques à la fois centrales dans la pratique du yoga et ouvertes sur la culture contemporaine (« Passages, seuils, mutations », « Les voies de l’évolution », « Les chemins du corps », « Le sens de la vie », « Le corps et l’esprit », etc.). Elle a dirigé La Revue Française de Yoga. De 1981 à 2016, en tant que directrice de l’Ecole Française de Yoga, elle a contribué à la construction d’un nouveau métier, celui d’enseignant de yoga (programmes de formation, jurys de validation, référentiels, déontologie), pour lequel elle a obtenu la qualification OPQF-ISQ. Elle continue aujourd’hui à travailler à la structuration de cette profession, indispensable à une époque où le yoga attire un très large public aux demandes diverses, des enfants aux personnes âgées, des sportifs aux personnes handicapées, souffrant de stress au travail ou plus simplement en quête d’un équilibre de vie.
Elle a dirigé en 2021,Yoga. L'Encyclopédie, un ouvrage collectif de 750 pages qui réunit une soixantaine d'universitaires et de professeurs de yoga, venus du monde entier, afin de réaliser pour la première fois l'histoire critique de cette discipline très répandue mais encore trop peu connue, depuis ses origines indiennes jusqu'à sa mondialisation exponentielle.

## Sujets d'étude
L’histoire comparée des religions, plus particulièrement l’histoire de l’hindouisme et l’histoire des relations entre religions et laïcité en France constituent la matière de ses enseignements. Elle s’intéresse aux problèmes d’interculturalité et d’échanges de biens immatériels en tant qu’aspects cruciaux de la mondialisation, en particulier entre Inde et Europe. Elle cherche à mettre les savoirs et la recherche universitaire à la portée d’un large public, à décloisonner les disciplines et à articuler la visée critique du travail universitaire avec des problématiques sociétales contemporaines.

## Œuvres
- Les spiritualités au carrefour du monde moderne, Paris, Centurion, 1993 (édition du colloque organisé à la Sorbonne en mai 1992).
- Les chemins du corps (dir.), Paris, Albin Michel, 1996
- Encyclopédie des Religions, en codirection avec F. Lenoir, Paris, Bayard-Editions, 1997, (2 vol., 2500 p.), 2° éd. Revue et augmentée, Bayard-Compact, 2000 ; édition italienne, UTET
- Jung et la question du sacré, Paris, Albin Michel, 1998 (traduit en brésilien)
- L’hindouisme, des origines védiques aux courants contemporains, Paris Bayard éditions, 1999
- La sagesse, DDB, 2001 (traduit en chinois et en italien)
- Les religions et l'origine de la vie, (co-direction rédaction de chapitres) Paris, O. Jacob, 2001
- Le Livre des Sagesses. L’aventure spirituelle de l’humanité, en codirection avec F. Lenoir, Paris, Bayard, 2002 (1950 p.)
- L’esprit du yoga, Paris, Albin Michel, 2005, rééd. Poche, 2014, (traduit en italien)
- La quête de guérison. Médecine et religions face à la souffrance, (co-direction rédaction de chapitres), Paris, Bayard, 2006
- Les hindous : un milliard de croyants, Paris, Albin Michel, 2007
- Ramana Maharshi le libéré-vivant, Paris, Points, 2010
- Les maîtres des Upanishads. La sagesse qui libère, Paris, Points, 2014
- Petite spiritualité du yoga, Paris, Bayard, 2018
- Yoga. L'Encyclopédie, Paris, Albin Michel, 2021